# Étienne Bloch
Pour les articles homonymes, voir Bloch.
Étienne Bloch, né à Strasbourg le 23 septembre 1921 et mort à Saint-Lubin-de-la-Haye le 7 janvier 2009, est un résistant puis magistrat français.
Il est le fils aîné d'une fratrie de six enfants de l'historien et résistant Marc Bloch. Élève de Pierre-Henri Teitgen, il distribue pendant la Seconde Guerre mondiale des journaux clandestins, puis rejoint les Forces françaises libres et combat dans la 2e division blindée.
Il consacre les dernières années de sa vie à l'œuvre de son père, devenant le « gardien de la mémoire paternelle » en publiant des textes inédits et des travaux divers à son sujet.

## Famille
Étienne Bloch est né le 23 septembre 1921. Il est le fils aîné d'une fratrie de six enfants de l'historien et résistant Marc Bloch, né le 6 juillet 1886 à Lyon (Rhône) et mort fusillé le 16 juin 1944 à Saint-Didier-de-Formans (Ain), lui-même fils de Gustave Bloch, professeur d'histoire ancienne à l'université de Lyon, puis à l'École normale supérieure de la rue d'Ulm et à la Sorbonne, et lui-même fils d'un directeur d'école. Sa mère est Simonne Jeanne Myriam Vidal, née le 14 février 1894, à Dieppe, en Seine-Maritime et morte le 2 juillet 1944 à Lyon, à l'âge de 50 ans. Elle est la fille de Paul Isidore Simon Vidal, polytechnicien dont la famille, depuis le XVIIIe siècle, était enracinée dans le Comtat Venaissin et en Alsace. Paul Isidore Simon Vidal est né le 24 juin 1862 à Nancy, Meurthe-et-Moselle et est mort le 23 juillet 1929, dans le 16e arrondissement de Paris. 
X 1879, inspecteur général des ponts et chaussées, il était commandeur de la Légion d'honneur.

## Biographie
Élève de Pierre-Henri Teitgen, il distribue pendant la Seconde Guerre mondiale des journaux clandestins, Liberté, puis Combat. Il rejoint les Forces françaises libres (FFL). Il combat en 1944 dans la 2e division blindée.
En 1994, il est conseiller honoraire à la Cour de Versailles.

## Publications
- Jacques Vergès, Étienne Bloch, La Face cachée du procès Barbie : compte rendu des débats de Ligoure, éditions Samuel Tastet, Paris, 1983.
- (en). Carole Fink. Marc Bloch: A Life in History. Cambridge University Press, 1991.  (ISBN 0521406714),  (ISBN 9780521406710)[10]
- Denis Peschanski avec François Bédarida (dir.), « Marc Bloch à Étienne Bloch — Lettres de la “drôle de guerre” », les Cahiers de l'Institut d'histoire du temps présent, n° 19, 1991, 112 p.
- (en) Renée Poznanski. Jews in France During World War II. UPNE, 2001.  (ISBN 158465144X),  (ISBN 9781584651444)[11]
- Annette Becker et  Étienne Bloch, Marc Bloch : L'histoire, la guerre, la résistance, Paris, Gallimard, « Quarto », 2006[12]
- Marc Bloch, Histoire et Historiens, textes réunis par Étienne Bloch. Armand Colin, 279 p.
- Étienne Bloch, avec la collaboration d’Alfedo Cruz-Ramirez, Marc Bloch, une biographie impossible, Culture & Patrimoine en Limousin, 1997.